# Palais Schwarzenberg (Prague)
Pour les articles homonymes, voir Palais Schwarzenberg.
Le palais Schwarzenberg, en tchèque Schwarzenberský palác, est un palais de Prague, en République tchèque, qui accueille aujourd'hui un musée d'art relevant de la galerie nationale de Prague. Il est situé dans le district de Prague 1 sur la place Hradčany, comme deux autres annexes de la galerie, le palais Salm et le palais Sternberg.
De 1908 à 1942, il a abrité les collections du Musée national des techniques de Prague.

## Histoire

### Construction
Le palais est construit de 1545 à 1567 par l'architecte Agostino Galli pour le compte de Jan Lobkovitz, futur burgrave de Prague. À l'emplacement actuel du palais s'élevaient originellement trois maisons : deux furent acquises après le grand incendie de 1541, tandis que la troisième ne le sera qu'après la fin de la construction du palais, raison pour laquelle l'aile occidentale du palais ne sera finie que bien plus tard.
Le bâtiment se distingue notamment par ses sgraffites italiens, datant de 1567, ses hauts pignons eux aussi recouverts de sgraffites ainsi que sa profonde corniche à pénétration entre le toit et le mur.

### Du 17esiècle au 20e
Au début du 17e siècle, le nouveau propriétaire du château, Georges de Lobkovitz, tombe en disgrâce auprès de Rodolphe II, qui l'emprisonne et lui confisque ses biens, dont le palais. Le château change ensuite plusieurs fois de propriétaire jusqu'en 1719, où il entre en possession de la famille Schwarzenberg.
En 1870, le pignon principal de l'aile occidentale s'écroule, et l’architecte Josef Schulz entreprend alors entre 1871 et 1892 la réparation des façades et des pignons. Lors de cette restauration, les modèles d'origine des sgraffites ne sont pas conservés et sont remplacés par une version plus moderne.

### Du 20e siècle à aujourd'hui

#### Musée technique national

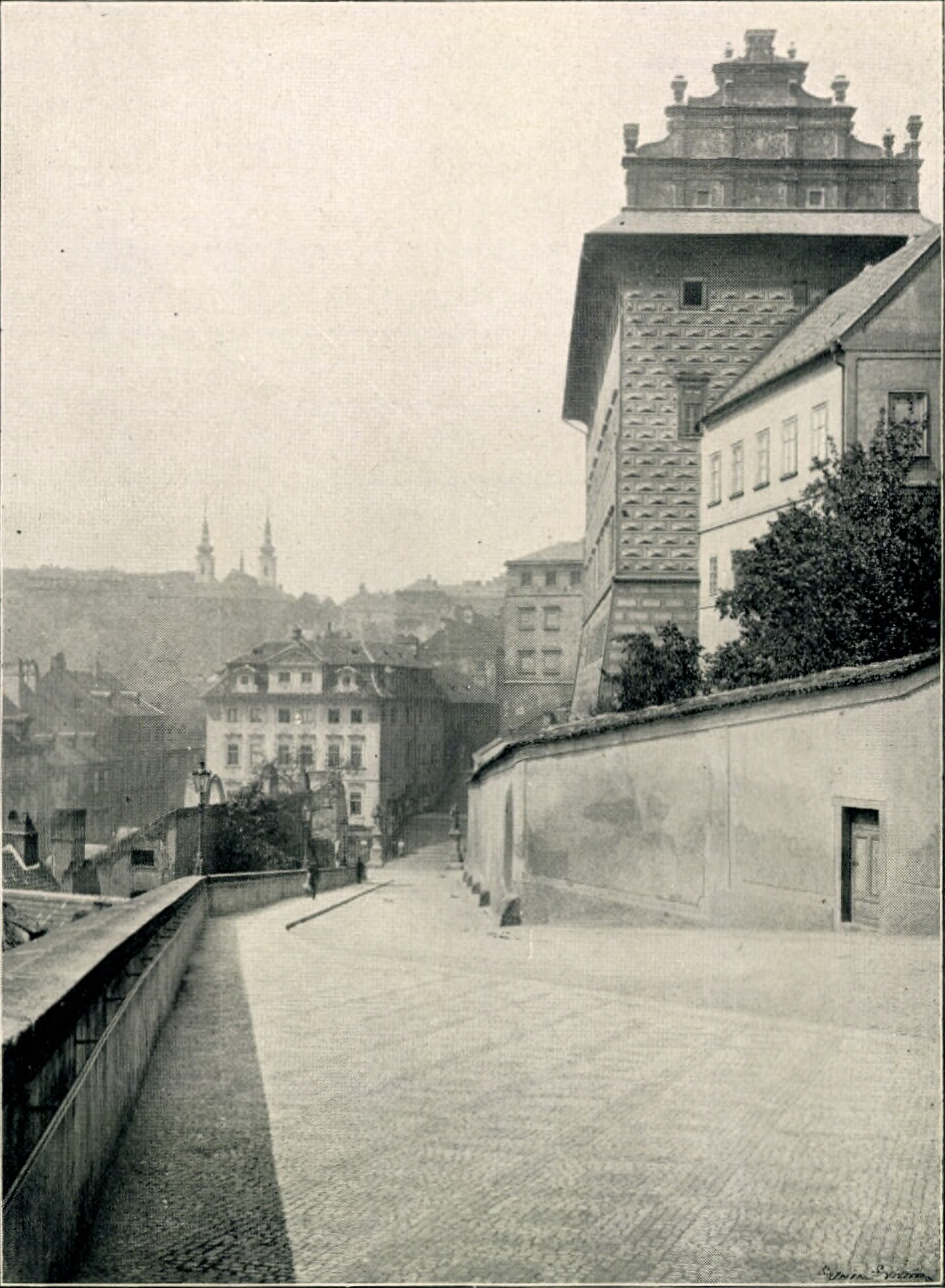
Vue du palais Schwarzenberg en 1906 depuis la montée du palais

Le palais sert ensuite d'écurie militaire jusqu'au début du 20e siècle. En 1908, la famille Schwarzenberg, toujours propriétaire du bâtiment, loue gratuitement le palais au « Musée des Techniques de Bohème », renommé « Musée National de Tchécoslovaquie » en 1918, qui y inaugure ses expositions le 28 septembre 1910. En 1941, pendant l'occupation, les expositions sont déménagées à Invalidovna, l'hôtel des Invalides de Prague, et le palais est transformé en QG fortifié de l'État-Major. Du fait de cette utilisation, il est fortement endommagé lors de l'insurrection de Prague en 1945.

#### Musée d'Histoire militaire
À la fin de la guerre, le palais est reconstruit et aménagé pour accueillir le Musée d'Histoire militaire de Prague, qui y inaugure sa première exposition 1er juin 1947.
Les sgraffites seront restaurés à plusieurs reprises au cours du XXe siècle, notamment en 1929, 1955 et 1957, selon des modèles d'origine. Les équipes de restauration, dirigées par Jaroslav Kabeš (cs) et A. Tintěra, restaurent ces motifs pour une surface totale de 7 000 m2.

#### Galerie Nationale de Prague
En 2000, les expositions du Musée d'histoire militaire sont fermées et transférées au Musée de l'armée de Žižkov pour permettre une reconstruction, qui s'achève en 2007. Le palais est ensuite transféré à la Galerie Nationale de Prague, qui y inaugure en 2008 sa première exposition permanente, intitulée « Le style baroque en Bohême ».